# Sikologos
Sikologos (gr. Συκολόγος) – miejscowość w Grecji, na Krecie, w administracji zdecentralizowanej Kreta, w regionie Kreta, w jednostce regionalnej Heraklion, w gminie Wianos. W 2011 roku liczyła 314 mieszkańców.
Miejscowość znajduje się około 81,5 km od Heraklionu. Miastami położonymi w pobliżu Sikologos są: Ano Wianos, około 16 kilometrów od osady oraz Jerapetra położona w odległości 28 km od osady.
Głównym zajęciem mieszkańców osady jest uprawa bananów oraz gajów oliwnych. Spora część mieszkańców osady mieszka także w okolicznych wsiach którymi są Psari Forada oraz Tertsa.
Etymologia nazwy miejscowości pochodzi ze starożytnego słowa Συκολόγος co oznacza „kolekcje fig”.

## Zmiana populacji osady

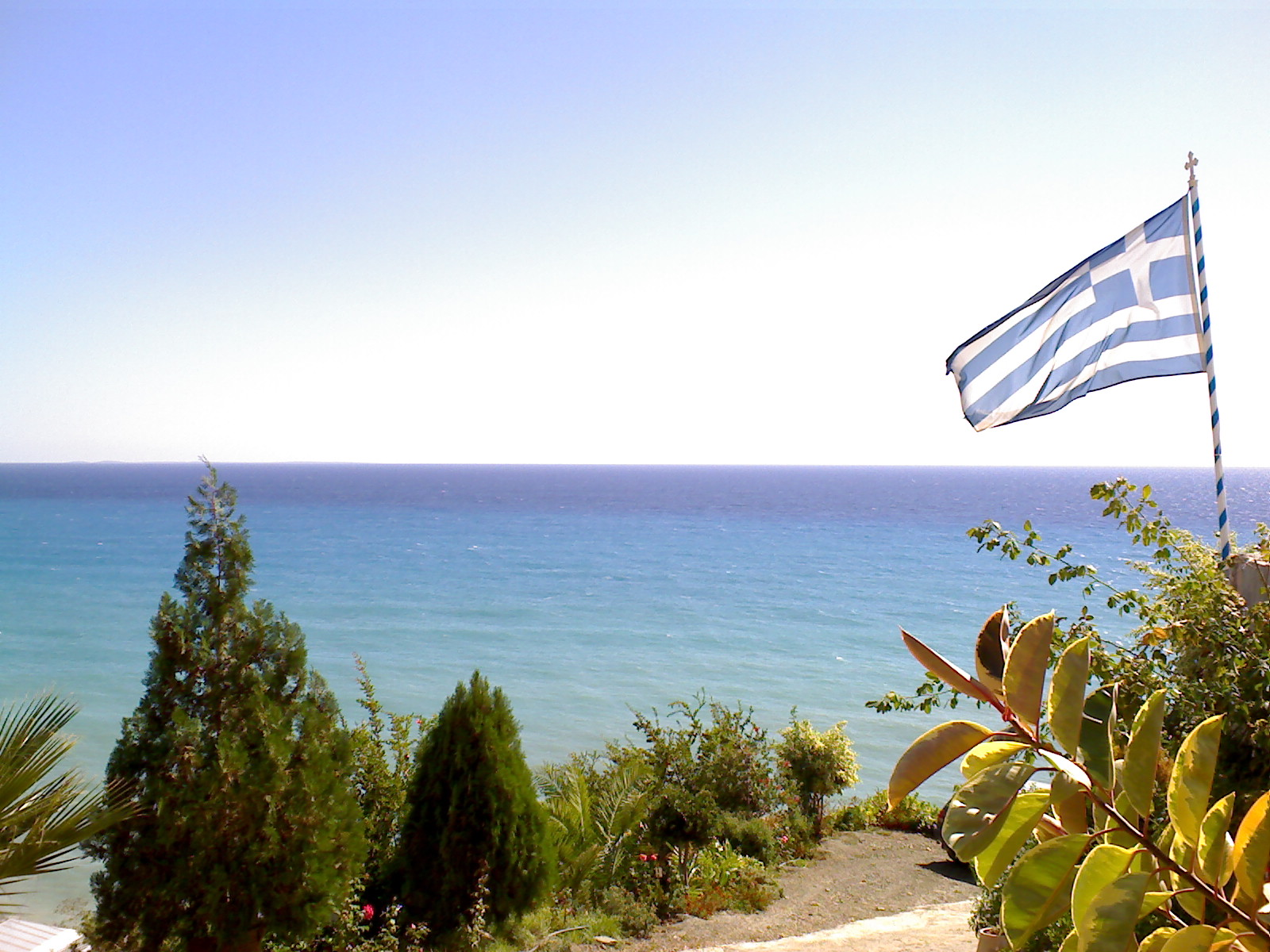
Widok na wybrzeże osady

| Rok  | Populacja |
| ---- | --------- |
| 1951 | 532       |
| 1961 | 523       |
| 1971 | 487       |
| 1981 | 474       |
| 1991 | 371       |
| 2001 | 359       |